# Красна Долина (Петровськ-Забайкальський район)
Кра́сна Доли́на (рос. Красная Долина) — село у складі Петровськ-Забайкальського району Забайкальського краю, Росія. Входить до складу Піщанського сільського поселення.

## Населення
Населення — 172 особи (2010; 183 у 2002).
Національний склад (станом на 2002 рік):
- росіяни — 98 %